# Ctiněves
Ctiněves är en ort i Tjeckien.   Den ligger i regionen Ústí nad Labem, i den centrala delen av landet, 30 km norr om huvudstaden Prag. Ctiněves ligger 239 meter över havet och antalet invånare är 274.
Terrängen runt Ctiněves är platt.Runt Ctiněves är det ganska tätbefolkat, med 111 invånare per kvadratkilometer. Närmaste större samhälle är Mělník, 12,1 km öster om Ctiněves. Trakten runt Ctiněves består till största delen av jordbruksmark.